# (833) Моника
(833) Моника (лат. Monica) — астероид главного пояса, открытый 20 сентября 1916 года немецким астрономом Максом Вольфом в обсерватории Гейдельберг.
Какое-либо совпадение имени этого астероида с конкретной личностью или определённым событием неизвестно.

## Сближения
| дата             | а. е.    | расстояний до Луны | небесное тело |
| ---------------- | -------- | ------------------ | ------------- |
| 03.01.2057 02:26 | 0,045522 | 17,7               | Церера        |